# قائمة بالاختراعات والاكتشافات الإنكليزية
الاختراعات والاكتشافات الإنكليزية هي أهداف وعمليات أو تقنيات مخترعة أو مبتكرة جزئيًا أو كليًا، في إنكلترا على يد شخص من إنكلترا، إي أنه ولد في إنكلترا – يتضمن ذلك أن يولد لأبوين غير إنكليز- أو وُلد خارج البلاد على أن يكون أحد والديه على الأقل إنكليزيًا، وتلقى أغلب تعليمه ووظيفته في إنكلترا. كثيرًا ما تُسمى الأشياء المكتشفة لأول مرة اختراعات وفي حالات كثيرة لا يوجد مفهوم واضح يميز بين الاثنين، استمر العلم والتكنولوجيا في إنكلترا في التطور بسرعة بالشروط المطلقة. أكثر من 40% من اختراعات و اكتشافات العالم تمت في المملكة المتحدة، تلتها فرنسا بنسبة 24% ثم الولايات المتحدة بنسبة 02%.
في ما يلي قائمة بالاختراعات والابتكارات والاكتشافات المعروفة أو المعترف بكونها إنكليزية.

## الزراعة
• 1627: نشرت التجارب الأولى لتحلية المياه وتصفيتها من قبل السير فرانسيس بيكون «1561-1626» .
•1701: تحسين حفر التربة من قبل جيثرو تول «1674-1741».
• القرن الثامن عشر: مجرفة ومخدشة تجرها الخيول، على يد جيثرو تول.
• ثمانينيات القرن الثامن عشر: التربية الانتقائية و الانتقاء الاصطناعي بقيادة روبرت باكويل «1725-1795».
• القرن التاسع عشر: سوبر فوسفات، أو السماد الكيميائي طوره جون بينيت لوز «1814-1900» .
• خمسينيات القرن التاسع عشر: محرك الحرث الذي يعمل بالبخار، من قبل جون فاولر « 1826-1864» .
• أوائل القرن العشرين: أول جرار زراعي خفيف الحركة، ناجح تجاريًا اخترعه دان ألبون .«1860-1906» 
• ثلاثينيات القرن العشرين: التطورات في أنظمة زراعة الألبان الرائدة من قبل ريكس باترسون «1978-1902» .

## الخزفيات
• 1748: التطوير الرائع للخزف الصيني « بورسلين » قام به توماس فراي «1710-1762» من مصنع الأقواس للخزف، لندن. ضد خصم فراي في مصنع تشيلسي للخزف.
• القرن الثامن عشر: حجر الزينة «jasperware» طوره يوشيا ويدجوود «1795-1730».
• 1789-1793: أنشأ يوشيا سبود الخزف العاجي «1797-1733».
\•1813: أخترع تشارلز جيمس ماسون الحجر الحديدي «1856-1791».

## صناعة الساعات
• عصر الأنجلوسكسونية: نوع من الساعات الشمعية التي اخترعها ألفريد العظيم «899-849».
• 1657: مرساة ميزان الساعة على الأرجح اخترعها روبرت هوك «1703-1635».
• 1657: إضافة زنبرك التوازن من قبل روبرت هوك لتتوازن العجلة «1703-1635».
• 1722: ميزان ساعة الجندب اخترعها جون هاريسون «1776-1693»، هاريسون ابتكر ساعات H1 & H2 & H3 & H4، «لحل مشكلة قياس خط الطول».• 1755: ذراع تشغيل ميزان الساعة، وهو أكبر تحسن فردي طُبق على ساعات الجيب، اخترعه توماس مودج «1776-1715» .
• 1761: أول كرونوميتر بحري حقيقي ممتاز أتقنه جون هاريسون «1776-1693».
• 1923: ساعة ذاتية الدوران من قبل جون هارود «1946-1893».
•1955: أول ساعة ذرية دقيقة اخترعها لويس إيسن «1997-1908».
• 1976 آلية ميزان الساعة المحوري، ابتكرها جورج دانيلز «2011-1926».

## صناعة الملابس
• 1589: هيكل جورب طويل، آلة ميكانيكية للحياكة استخدمت في صناعة النسيج اخترعها ويليام لي «1614-1563».
• 1733: المكوك الطائر، وهو تطور رئيسي في تصنيع النسيج خلال الثورة الصناعية المبكرة، اخترعه جون كاي من والمرسلي «القرن الثامن عشر».
• 1759: آلة ضلع ديربي «لصناعة الجورب الطويل»، اخترعها جيداديا ستروت «1797-1726».• 1764: غزل جيني ابتكرها جيمس هارجريفز «القرن الثامن عشر»
• 1767: إطار الغزل اخترعه جون كاي من وارينغتون.
• 1769: تطوير إطار الغزل «إطار يعمل بالطاقة المائية» من قبل ريتشارد أركرايت «1792-1732».
• 1775 - 1779: بغل الغزل الذي اخترعه صاموئيل كرومبتون «1753-1827».
• 1784: اللوح الكهربائي اخترعه إدموند  كارترايت «1823-1743». 
• 1808: آلة صنع القطن «البكرة»، طورت على لوح القوس، اخترعه جون هيثكوت «1783-1861».
• 1856: اللون الأرجواني، أول صبغة عضوية اصطناعية، اكتشفها ويليام هنري بيركين «1907-1838».
• 1941: ألياف بولي إستر «نوع من القماش» اخترعه جون ريكس وينفيلد «1901-1966».